# Jung Chang
Jung Chang (chinês tradicional: 張戎; chinês simplificado: 张戎; Wade-Giles: Jung Chang, pinyin: Zhang Rong, nascida em 25 de março de 1952) é uma escritora chinesa (embora seja considerada cidadã britânica) que vive atualmente em Londres, conhecida pela sua autobiografia Wild Swans, sobre sua experiência na Revolução Cultural, que vendeu mais de 10 milhões de cópias mundialmente (mas foi proibida na China continental).
Sua biografia de Mao Tsé-Tung, Mao: A História desconhecida, escrito com o seu marido, o historiador britânico Jon Halliday, foi publicado em Junho de 2005 e é uma descrição muito crítica da vida de Mao e sua liderança.

## Vida na China

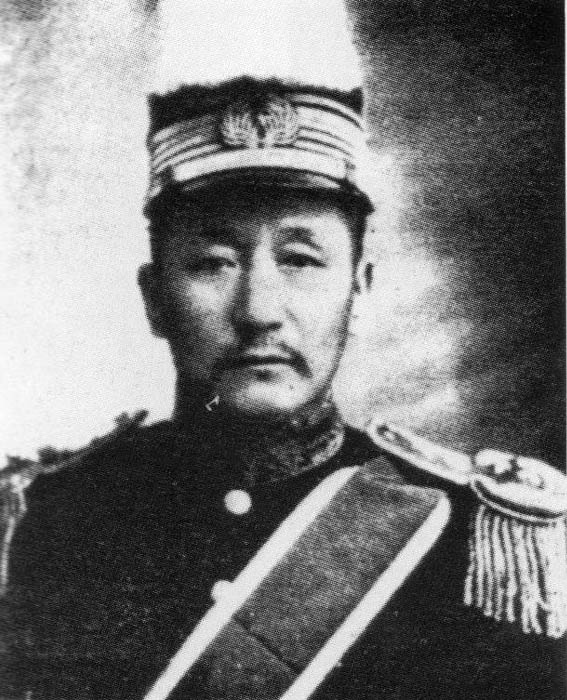
General Xue Zhiheng, o pai de Chang em 1958.

Chang nasceu 25 março de 1952 em Yibin, Província de Sichuan, na China. Seus pais eram ambos funcionários do Partido Comunista da China, e seu pai estava muito interessado em literatura. Chang rapidamente desenvolveu interesse por leitura e escrita, compondo poesias quando era ainda criança.
Durante o Grande Salto Adiante, a vida de sua família era relativamente boa, seus pais trabalharam arduamente, e seu pai se tornou um sucesso como propagandista comunista a nível regional. Sua classificação foi formais como um "nível de 10 oficiais", significando que ele era um modo de 20000 ou mais importantes dirigentes, ou ganbu, no país. O Partido Comunista desde a sua família com um fogo em uma guardado, paredes compostas, uma empregada e motorista, bem como uma enfermeira e babá para as crianças. Este nível de privilégio na China, que era relativamente pobre em 1950 foi extraordinário.
Seu nome, Er-hong (二鸿"Segundo Cisne"), soa como a palavra chinesa para "o vermelho desvanecido". Como a cor vermelha estava profundamente associada ao comunismo, a jovem Er-hong, aos 12 anos de idade, pediu o pai para dar-lhe um novo nome. Ela queria um nome com conotação militar, então o pai sugeriu "Jung", que significa "assuntos marciais".

## A Revolução Cultural
Como muitos de seus pares, Chang escolheu tornar-se uma Guarda Vermelha com 14 anos de idade, durante os primeiros anos da Revolução Cultural. Em Wild Swans ela disse que estava "empenhada em fazê-lo", "encantada pela minha braçadeira vermelha". Nas suas memórias, Chang afirma que se recusou a participar nos ataques aos seus professores e outros chineses, e que depois de um curto período abandonou a Guarda Vermelha por achá-la muito violenta.
As falhas do Grande Salto Adiante levaram seus pais a opor-se às políticas de Mao Tsé-Tung, embora não o criticassem diretamente. Eles tornaram-se alvos durante a Revolução Cultural, como a maioria dos altos funcionários. Quando o seu pai criticou Mao diretamente (usando o seu nome), Chang escreveu em Wild Swans que este foi retaliado pelos apoiantes de Mao Tsé-Tung. Os seus pais foram publicamente humilhados - tinta foi derramada sobre as suas cabeças, foram obrigados a usar placas denunciando-os em torno de seus pescoços, ajoelharam-se no cascalho e dormiraram à chuva -, seguidos de prisão. O pai foi internado para tratamento por doenças mentais. As suas carreiras foram destruídas, e a família forçada a abandonar o seu lar.
Antes de os seus pais serem denunciados e presos, Chang tinha apoiado Mao e criticado as pessoas que tinham dúvidas sobre ele. Mas, no momento da sua morte, o seu respeito por Mao, ela escreve, tinha sido destruído. Ela escreveu que, quando ouviu que Mao tinha morrido, ela teve de enterrar a cabeça no ombro do outro estudante para fingir que estava em sofrimento.

## Estudos de Inglês
A perturbação do sistema universitário pela Guarda Vermelha levou Chang, como a maioria de sua geração, a ficar longe da educação acadêmica. Em vez disso, passou vários anos como uma camponesa, posteriormente com médica e operária em uma usina siderúrgica e eletricista (embora ela não tenha recebido nenhuma educação formal) uma vez que naquela época não era exigido instrução formal como uma condição para estes trabalhos.
Quando as universidades foram reabertas, Chang ganhou uma bolsa na Universidade de Sichuan para estudar Inglês, e mais tarde se tornaria uma professora assistente lá. Após a morte de Mao, ela passou em um exame que permitiu a ela para estudar no Ocidente, e seu pedido para deixar a China foi aprovado uma vez seu pai foi reabilitado politicamente.

## A vida na Grã-Bretanha

### Academia
Chang saiu da China em 1978 para estudar na Grã-Bretanha, como bolsista do governo, ficando em primeiro lugar no Soho, em Londres. Ela mais tarde mudou-se para Yorkshire, estudando lingüística na Universidade de York com uma bolsa da universidade em si, vivendo no Colégio Derwent. Ela recebeu seu doutorado em Lingüística de York, em 1982, tornando-se a primeira pessoa da República Popular da China a conseguir um doutorado de uma universidade britânica.
À Chang também tem sido atribuído o grau de doutora honorária na Universidade de Buckingham, a Universidade de York, a Universidade de Warwick, e a Universidade de Aberta. Ela deu aulas por algum tempo na Escola de Estudos Orientais e Africano, em Londres, antes de se aposentar, na década de 1990 para se concentrar na sua escrita.

### Novas experiências
Em 2003, Jung Chang escreveu um novo prefácio para Wild Swans, descrevendo a sua vida na Grã-Bretanha e explicando porque é ela escreveu o livro. Tendo vivido na China durante os anos 1960 e 1970, ela achou a Bretanha excitante. Após o choque inicial da cultura, ela logo passou à "amar" o país, especialmente a sua diversidade de cultura, literatura e artes. Ela teve assistiu peças de Shakespeare em Londres e York. Porém Cang ainda possuía um "lugar especial para a China no seu coração", dizendo em uma entrevista com HarperCollins, "sinto que talvez o meu coração ainda esteja na China."
Chang vive em West London com o seu marido, o historiador britânico Jon Halliday, que se especializa em história soviética.  Ela regularmente visitava a China para ver a sua família e amigos lá, com a permissão das autoridades chinesas, apesar da realização de investigação sobre a sua biografia de Mao lá.

### Celebridade
A publicação do primeiro livro de Chang Wild Swans fez dela uma celebridade. O estilo de Chang, que usava uma descrição pessoal da vida de três gerações de mulheres chinesas para destacar as muitas mudanças que o país passou, revelou-se altamente bem sucedido. O livro vendeu muito rapidamente, bem como a popularidade do livro levou a que fosse vendido em todo o mundo e traduzido em várias línguas.
Chang tornou-se uma figura popular, para conversações sobre a China comunista, ela percorreu toda a Grã-Bretanha, Europa, América, assim como o resto do mundo. Chang retornou à Universidade de York, em 14 de junho de 2005 para um debate sindical, sendo que ela falou para uma platéia de mais de 300 pessoas, a maioria dos quais eram estudantes. A BBC convidou ela para um painel de perguntas, mais ela não pôde estar presente quando ela quebrou sua perna alguns dias antes.

## Publicações

### Wild Swans (Cisnes Selvagens)
O bestseller internacional é uma biografia de três gerações de mulheres chinesas no século XX na China - a avó, mãe, e a própria Chang. Chang retratou a política e militar da China neste período, a partir do casamento de sua avó com um guerreiro, a experiência da com a ocupação japonesa em Jinzhou durante a Segunda Guerra Sino-Japonesa, e sua própria experiência dos efeitos das políticas da Mao dos anos 1950 e 1960.
Wild Swans foi traduzido para 30 idiomas e vendeu 10 milhões de cópias, recebendo elogios de autores como J. G. Ballard. Este livro foi proibido na China continental, apesar de duas versões piratas estarem disponíveis, sendo traduções de Hong Kong e Taiwan. Kaz Ross da Universidade da Tasmânia considerou Wild Swans um género fictício, disse que à história é uma narrativa que usa meios ficcionais."

### Mao: A História Desconhecida
O mais recente trabalho de Chang, é uma biografia de Mao, feita juntamente com o marido Jon Halliday e é muito crítica à política de Mao. O casal viajou todo o mundo para a pesquisa do livro, que foi escrito em 12 anos. Eles entrevistaram centenas de pessoas que tinham conhecido Mao incluindo George Bush (e sua Irmã), Henry Kissinger e Tenzin Gyatso (o Dalai Lama).
Entre as suas críticas de Mao, Chang e Halliday argumentam que, apesar de ter nascido em uma família camponesa, ele tinha pouca preocupação com o bem-estar dos camponeses chineses. Acusam Mao de ter sido o responsável pela fome resultante do Grande Salto Adiante e afirmam que ele agravou a fome, permitindo a exportação de grãos para promover o comunismo, quando a China não possuía sequer grãos suficientes para alimentar a sua população. Eles afirmam também que Mao teve muitos opositores políticos presos e assassinados, incluindo alguns de seus amigos pessoais, e alegam que ele era um líder mais tirânico do que se pensa.
Mao: A História Desconhecida recebeu comentários muito positivos nos jornais e mídia em geral e alcançou sucesso comercial e foi colocado na lista de bestsellers. Alguns especialistas elogiaram outros relataram que o livro seria "uma grosseira distorção dos registros."

## Lista de obras
- Jung Chang e Jon Halliday, Madame Sun Yat-sen: Soong Ching-ling (Londres, 1986); Penguin, ISBN 0-14-008455-X
- Jung Chang, Cisnes Selvagens: Três Filhas da China (Londres, 1992); 2004 Harper Perennial ed. ISBN 0-00-717615-5
- Jung Chang, Lynn Pan e Henry Zhao (editado por Jessie Lim e Yan Li), Uma outra província: uma nova chinesa de Londres (Londres, 1994); ISBN 0-9522973-0-2.
- Jung Chang e Jon Halliday, Mao: A História Desconhecida (Londres, 2005), Jonathan Cape, ISBN 0-679-42271-4